# Catalana vohilava
Catalana vohilava là một loài bướm đêm trong họ Noctuidae.